# Partido Comunista del Tíbet
El Partido Comunista del Tíbet (en tibetano བོད་གུང་ཁྲན་ཏང, Wylie: bod gung khran tang; en chino mandarín: 西藏共产党; pinyin: Xīzàng Gòngchǎndǎng) fue un pequeño grupo insurgente surgido en el Tíbet en 1939 y fundado por Phuntsok Wangyal. Buscaba realizar reformas sociales en Tíbet y dejar de lado el tradicional feudalismo. Para tal efecto contactó a la embajada de la Unión Soviética así como inició contactos con el Partido Comunista de la India y China. Planeó un levantamiento comunista en Tíbet que no llegó a darse y participó con guerra de guerrillas contra el Kuomintang durante la guerra civil china. En 1949 se fusionó con el Partido Comunista Chino y su líder Wangyal sufriría un trágico destino con él y su familia encarcelados al caer en desgracia ante los ojos de Pekín.